# Żerzyno (gmina)
Żerzyno (1945–46 Orłowo) – dawna gmina wiejska istniejąca w latach 1945–1954 w woj. szczecińskim (dzisiejsze woj. zachodniopomorskie). Nazwa gminy pochodzi od wsi Żerzyno, lecz siedzibą władz gminy była Łosośnica.
Gmina Orłowo powstała po II wojnie światowej na terenie tzw. Ziem Odzyskanych (tzw. III okręg administracyjny – Pomorze Zachodnie). 28 czerwca 1946 gmina Żerzyno – jako jednostka administracyjna powiatu łobeskiego – weszła w skład nowo utworzonego woj. szczecińskiego.
Według stanu z 1 lipca 1952 gmina składała się z 6 gromad: Czarne, Łosośnica, Mołdawin, Taczały, Troszczyno i Żerzyno. Gmina została zniesiona 29 września 1954 wraz z reformą wprowadzającą gromady w miejsce gmin. Jednostki nie przywrócono 1 stycznia 1973 wraz z kolejną reformą reaktywującą gminy, a jej dawny obszar wszedł w skład gmin Resko, Płoty, Łobez i Radowo Małe.
Zobacz też: gmina Orłowo Morskie.